# Cristo de San Damián

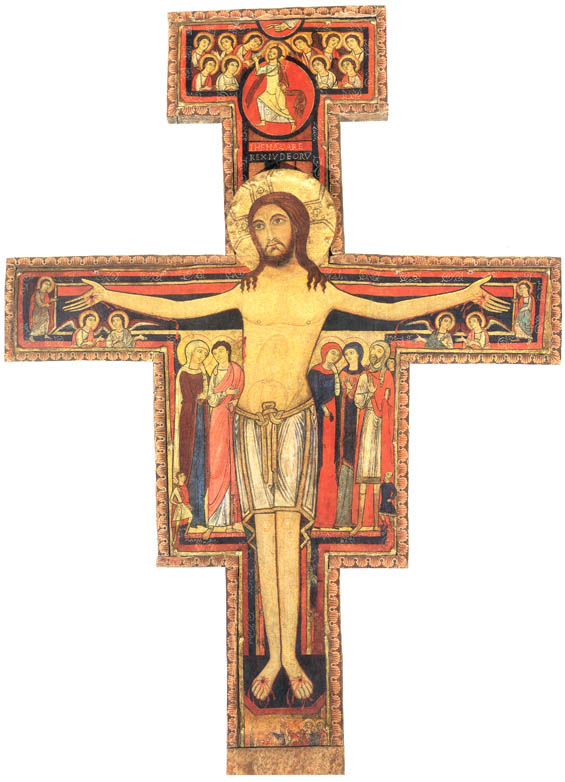
Cristo de San Damián. En la imagen también aparecen la Virgen María, san Juan Evangelista, santa María Magdalena y María la de Santiago.

El Cristo de San Damián está datado en el siglo XII. Originalmente estuvo en la iglesia de San Damián de Asís, Italia. La tradición católica refiere que, cuando san Francisco rezaba ante esta imagen hacia el 1206, Cristo le dijo que reparase su casa, que se encontraba en ruinas, tras lo cual san Francisco llevó a cabo la reconstrucción del templo. La iglesia fue usada como convento por las clarisas. En 1260 se trasladaron a la basílica de Santa Clara de Asís y se llevaron la imagen a la capilla de San Jorge de este templo.

## Descripción
Se trata de un Crucificado del mismo estilo que otros la región de Umbría del siglo XII. Otro Crucificado de este estilo es el Cristo realizado por el pintor Alberto Sotio en 1187 que se encuentra en la catedral de Espoleto.
En el Cristo de San Damián, se encuentran a la izquierda la Virgen María y san Juan Evangelista y a la derecha santa María Magdalena, María la de Santiago y el centurión. En los brazos del Crucificado hay ángeles. En los laterales de estos santos, y a menor escala, están Longinos, que atravesó el costado de Cristo con la lanza, y Stephanatus, que le dio la esponja con vino y hiel para que bebiese.
En la parte superior del Crucificado está representado Cristo con diez ángeles ascendiendo al Cielo, donde está Dios Padre.
Bajo los pies del Crucificado hay varios santos.

## Historia
Francisco Bernardone era hijo de un comerciante de paños llamado Pietro Bernadone y de Pica de Provenza. Eran de Asís. Entre 1201 y 1202 participó en la guerra contra Perusa. Fue hecho prisionero y llevado a Perusa. Regresó a Asís en 1203. En 1205 se hizo caballero a las órdenes de Gualterio de Brienne. En 1205 partió a Pulla como soldado, deteniéndose en Espoleto, donde tuvo una revelación religiosa. En 1206 renunció a los bienes de su familia para vivir una vida religiosa de pobreza y caridad. En 1206, cuando rezaba frente al Cristo Crucificado de la iglesia de San Damián, escuchó la voz de Cristo que le dijo: "Francisco, ve y repara mi casa que, como ves, está toda en ruinas". Tras esto participó en la restauración de las iglesias de San Damián, de San Pedro y de Santa María de los Ángeles de Porciúncula.

## Oración ante el Cristo de San Damián
La oración de san Francisco decía así:
¡Oh! alto y glorioso Dios,
ilumina las tinieblas de mi corazón
y dame fe recta,
esperanza cierta
y caridad perfecta,
sentido y conocimiento, Señor,
para que cumpla
tu santo y veraz mandamiento,
Amén.